# بروكن أروس
بركن أروس (Broken Arrows) هي أغنية من تأليف وتلحين دي جي السويدي أفيتشي مع أداء صوتي من تأدية زاك براون من فرقة الكانتري الأمريكية مجموعة زاك براون، والتي تم إصدارها من قبل تسجيلات يونيفرسال ميوزيك، الأغنية تابعة لألبوم ستوريز.